# Fargetta

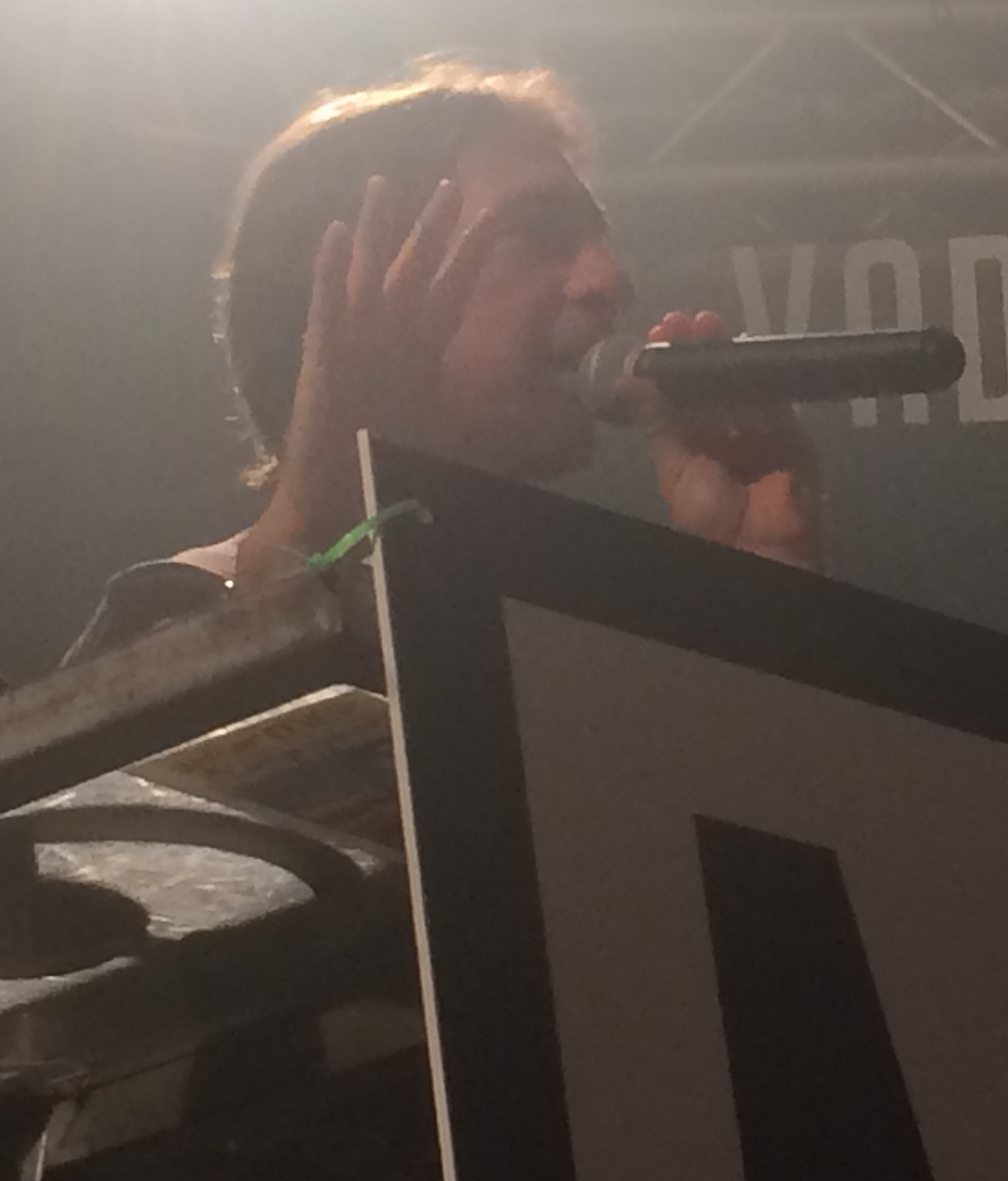
Mario Fargetta im 2016

Mario Fargetta [farˈdʒet-ta] (* 19. Juli 1962 in Lissone), auch bekannt unter seinem Projektnamen Get Far (auch Get-Far), ist ein italienischer Dance- und House-DJ und Produzent.

## Biografie
Bereits in den 1970er Jahren begann Fargetta als DJ, seit er 24 ist, hat er eigene Sendungen beim Mailänder Sender Radio DeeJay. In den 1990er Jahren produzierte er erfolgreich eigene Singles unter dem Namen Fargetta. Mit Music, The Music Is Movin’ und Your Love hatte er 1992 und 1993 mehrere Hits, die es nicht nur in seiner Heimat bis in die Hitparaden schafften.
Seine größten Erfolge hatte der Italiener Ende der 1990er Jahre, als er sich mit Alex Farolfi unter dem Namen The Tamperer zusammenschloss. Dazu kamen noch Giuliano Saglio und die Sängerin Maya Days. Mit Feel It hatten sie 1998 einen großen internationalen Hit, der in Großbritannien und Irland Platz 1 und in vielen weiteren Ländern die Top 10 erreichte. Mit If You Buy This Record und Hammer to the Heart folgten noch zwei weitere UK-Top-10-Hits.
Neben der Produktion eigener Singles ist Fargetta auch ein gefragter Remixer insbesondere in der italienischen Musikszene, wo er unter anderem für Jovanotti, Laura Pausini, Gianna Nannini, Gigi D’Alessio und Raf arbeitete. Auch für Blur erstellte er eine Dance-Version ihres Hits Boys & Girls. Ab Mitte der 1990er Jahre verwendete er das Pseudonym Get Far, das in den späten 2000ern auch sein neuer Projektname wurde.
2007 veröffentlichte er als Get Far die Single Shining Star mit Sagi Rei als Sänger. Sie wurde ein weiterer internationaler Hit und erreichte in Frankreich Platz 17 der Charts. 2010 folgte die Single The Radio, die in tschechischen Charts Platz 1 erreichte.

## Musik
Fargetta baut seine Lieder häufig auf bekannten Popsongs auf, die dabei deutlich erhalten bleiben. So basiert Music auf dem gleichnamigen Hit von John Miles, der Tamperer-Hit Feel It ist eine Dance-Version des Jacksons-Hits Can You Feel It und der Nachfolger If You Buy This Record enthält Auszüge aus Madonnas Material Girl. The Radio basiert auf einer Melodie seines Landsmanns Angelo Branduardi aus dem Lied Il giocatore di biliardo.

## Diskografie

### Als (Mario) Fargetta
| Jahr | Titel Album                           | Höchstplatzierung, Gesamtwochen, AuszeichnungChartplatzierungen (Jahr, Titel, Album, Platzierungen, Wochen, Auszeichnungen, Anmerkungen) | Höchstplatzierung, Gesamtwochen, AuszeichnungChartplatzierungen (Jahr, Titel, Album, Platzierungen, Wochen, Auszeichnungen, Anmerkungen) | Anmerkungen                                                                                   |
| Jahr | Titel Album                           | IT | UK | Anmerkungen                                                                                   |
| ---- | ------------------------------------- | --- | --- | --------------------------------------------------------------------------------------------- |
| 1992 | The Music Is Movin’ –                 | IT25 (1 Wo.)IT | UK74 (1 Wo.)UK |                                                                                               |
| 1992 | Music –                               | IT2 (20 Wo.)IT | UK34 (2 Wo.)UK | mit Gabry Ponte und Anne-Marie Smith 2002 Platz 49 (1 Woche) in den italienischen FIMI-Charts |
| 1993 | Your Love –                           | IT4 (19 Wo.)IT | — | feat. Lorna                                                                                   |
| 1994 | This Time (Sexy Night) –              | IT8 (8 Wo.)IT | — |                                                                                               |
| 1995 | Midnight –                            | IT7 (13 Wo.)IT | — |                                                                                               |
| 1996 | The Beat of Green (May Day May Day) – | IT7 (8 Wo.)IT | — |                                                                                               |
| 1997 | Mr. Movin’ –                          | — | — | Platz 24 (3 Wochen) in den italienischen M&D-Charts                                           |
| 2001 | I Will Rise Again –                   | IT49 (1 Wo.)IT | — | feat. Sara                                                                                    |
| 2002 | Good Times –                          | IT33 (1 Wo.)IT | — | feat. Smooth                                                                                  |
| 2003 | Cantare sognare –                     | IT50 (2 Wo.)IT | — | feat. Jo Ann                                                                                  |
| 2004 | People on the Beat –                  | IT25 (1 Wo.)IT | — | feat. Sagi Reitan                                                                             |
| 2005 | I Don’t Know Why –                    | IT45 (1 Wo.)IT | — | feat. Sagi Reitan                                                                             |
| 2007 | No Matter –                           | IT25 (6 Wo.)IT | — | mit Montecarlo 5 feat. Mario Biondi                                                           |

### Als Get Far
| Jahr | Titel Album | Höchstplatzierung, Gesamtwochen, AuszeichnungChartplatzierungen (Jahr, Titel, Album, Platzierungen, Wochen, Auszeichnungen, Anmerkungen) | Höchstplatzierung, Gesamtwochen, AuszeichnungChartplatzierungen (Jahr, Titel, Album, Platzierungen, Wochen, Auszeichnungen, Anmerkungen) | Anmerkungen |
| Jahr | Titel Album | IT | UK | Anmerkungen |
| ---- | ----------- | --- | --- | ----------- |
| 2010 | Free –      | IT60 (11 Wo.)IT | — |             |

Weitere Singles
- 2006: Music Turns Me On
- 2007: Shining Star (feat. Sagi Rei)
- 2008: All I Need (feat. Sagi Rei)
- 2010: The Radio (feat. H-Boogie)
- 2011: This Is How to Feels (feat. Jill Jones)